# Festival international du court métrage de Clermont-Ferrand
Il Festival international du court métrage de Clermont-Ferrand è un festival francese dedicato ai cortometraggi. È considerato la più importante manifestazione internazionale del settore e il secondo festival più grande in Francia dopo Cannes. Il festival ospita anche un mercato internazionale considerato il principale mercato mondiale del corto.